# Belgische kampioenschappen atletiek 1989
In 1989 werden de Belgische kampioenschappen atletiek Alle Categorieën van 28 tot 30 juli gehouden in Heverlee.

## Uitslagen
| Atleet                  | Prestatie | Onderdeel            | Atlete              | Prestatie |
| ----------------------- | --------- | -------------------- | ------------------- | --------- |
| Patrick Stevens         | 10,69 s   | 100 m                | Ingrid Verbruggen   | 11,77 s   |
| Patrick Stevens         | 21,33 s   | 200 m                | Ingrid Verbruggen   | 23,67 s   |
| Jeroen Fischer          | 47,34 s   | 400 m                | Anne Carrette       | 53,82 s   |
| Luc Bernaert            | 1.50,15   | 800 m                | Anneke Matthys      | 2.04,28   |
| Gino Van Geyte          | 3.44,22   | 1500 m               | Tania Merchiers     | 4.13,96   |
| -                       | -         | 3000 m               | Tania Merchiers     | 9.11,45   |
| Vincent Rousseau        | 13.50,05  | 5000 m               | -                   | -         |
| Jean-Pierre N'Dayisenga | 28.41,64  | 10.000 m             | Véronique Collard   | 33.00,82  |
| -                       | -         | 100 m horden         | Veronique Storme    | 13,74 s   |
| Hubert Grossard         | 14,14 s   | 110 m horden         | -                   | -         |
| Alain Cuypers           | 50,74 s   | 400 m horden         | Ann Maenhout        | 57,16 s   |
| Jos Maes                | 8.42,67   | 3000 m steeple       | -                   | -         |
| Gerolf De Backer        | 2,14 m    | hoogspringen         | Sabine De Wachter   | 1,78 m    |
| Peter Moreels           | 4,80 m    | polsstokhoogspringen | -                   | -         |
| Laurent Broothaerts     | 7,71 m    | verspringen          | Veerle Jennes       | 5,97 m    |
| Didier Falise           | 15,96 m   | hink-stap-springen   | -                   | -         |
| Stephan Ulrich          | 15,88 m   | kogelstoten          | Brigitte De Leeuw   | 15,35 m   |
| Jordy Beernaert         | 50,14 m   | discuswerpen         | Marie-Paule Geldhof | 52,88 m   |
| Frank Stockmans         | 64,74 m   | speerwerpen          | Martine Florent     | 47,88 m   |
| Marnix Verhegghe        | 67,48 m   | hamerslingeren       | -                   | -         |

1889 · 
1890 · 
1891 · 
1892 · 
1893 · 
1894 · 
1895 · 
1896 · 
1897 · 
1898 · 
1899 · 
1900 · 
1901 · 
1902 · 
1903 · 
1904 · 
1905 · 
1906 ·
1907 ·
1908 · 
1909 · 
1910 · 
1911 · 
1912 · 
1913 · 
1914 · 
1919 · 
1920 · 
1921 · 
1922 · 
1923 · 
1924 · 
1925 · 
1926 · 
1927 · 
1928 · 
1929 · 
1930 · 
1931 · 
1932 · 
1933 · 
1934 · 
1935 · 
1936 · 
1937 · 
1938 · 
1939 · 
1940 · 
1941 · 
1942 · 
1943 · 
1944 · 
1945 · 
1946 · 
1947 · 
1948 · 
1949 · 
1950 · 
1951 · 
1952 · 
1953 · 
1954 · 
1955 · 
1956 · 
1957 · 
1958 · 
1959 · 
1960 · 
1961 · 
1962 · 
1963 · 
1964 · 
1965 · 
1966 · 
1967 · 
1968 · 
1969 · 
1970 · 
1971 · 
1972 · 
1973 · 
1974 · 
1975 · 
1976 · 
1977 · 
1978 · 
1979 · 
1980 · 
1981 · 
1982 · 
1983 · 
1984 · 
1985 · 
1986 · 
1987 · 
1988 · 
1989 · 
1990 · 
1991 · 
1992 · 
1993 · 
1994 ·
1995 · 
1996 · 
1997 · 
1998 · 
1999 · 
2000 · 
2001 · 
2002 · 
2003 · 
2004 · 
2005 · 
2006 · 
2007 · 
2008 · 
2009 · 
2010 · 
2011 · 
2012 · 
2013 · 
2014 · 
2015 · 
2016 · 
2017 · 
2018 · 
2019 · 
2020 · 
2021 · 
2022 · 
2023 · 
2024